# Ramusella subiasi
Ramusella subiasi är en kvalsterart som först beskrevs av Pérez-Íñigo jr. 1990.  Ramusella subiasi ingår i släktet Ramusella och familjen Oppiidae. Inga underarter finns listade i Catalogue of Life.